# Pedro María Vera y Zuria
Pedro María Vera y Zuria (* 14. Januar 1874 in Santiago de Querétaro, Mexiko; † 28. Juli 1945) war Erzbischof von Puebla de los Ángeles.

## Leben
Pedro María Vera y Zuria empfing am 18. Dezember 1897 das Sakrament der Priesterweihe.
Am 2. Mai 1924 ernannte ihn Papst Pius XI. zum Erzbischof von Puebla de los Ángeles. Der Bischof von Querétaro, Francisco Banegas y Galván, spendete ihm am 24. August desselben Jahres die Bischofsweihe; Mitkonsekratoren waren der Bischof von Huajuapan de León, Luis María Altamirano y Bulnes, und der Bischof von Papantla, Nicolás Corona y Corona.